# Herpystis assimulatana
Herpystis assimulatana är en fjärilsart som beskrevs av Kuznetsov 1997. Herpystis assimulatana ingår i släktet Herpystis och familjen vecklare. Inga underarter finns listade i Catalogue of Life.